# Sara Gruen
Pour les articles homonymes, voir Gruen.
Sara Gruen est une romancière canadienne née à Vancouver en 1969. Ses livres traitent principalement des animaux, qu'elle affectionne.   Auteur de deux premiers romans, Riding Lessons (La Leçon d'équitation) et Flying Changes (Parcours sans faute), elle se fait connaître du public avec l'édition de son troisième livre, Water for Elephants (De l'eau pour les éléphants), qui devient numéro un du classement des meilleures ventes du New York Times. 
Ce best-seller est publié dans le cadre du National Novel Writing Month, un concours littéraire qui consiste à écrire un roman de 50 000 mots en un mois.
Le réalisateur Andrew R. Tennenbaum a acquis les droits d'adaptation au cinéma pour un montant de plus d'un million de dollars. Le quatrième roman de Gruen, Ape House, (La Maison des singes) est sorti en 2010.

## Œuvres
- 2004 - La leçon d'équitation (Riding Lessons)
- 2005 - Parcours sans faute (Flying Changes)
- 2006 - De l'eau pour les éléphants (Water for Elephants)
- 2010 - La maison des singes (en) (Ape House)
- 2015 - Au bord de l'eau (At the water's edge)